# Real Cartagena
Real Cartagena Fútbol Club ist ein 1971 gegründeter kolumbianischer Fußballverein aus Cartagena, der zurzeit in der Categoría Primera B spielt. 
Real Cartagena ist der kolumbianische Club mit den meisten Erstliga-Abstiegen (1999, 2002, 2007 und 2012) und den meisten Zweitliga-Meisterschaften. Dem Verein gelang 2005 in der zweiten Halbserie, der Finalización, der größte Erfolg der Vereinsgeschichte, als er bis ins Finale der Meisterschaft vordrang. Real Cartagena scheiterte dort aber am Topteam Deportivo Cali.

## Geschichte

### Erste Vereinsgründung und ein Jahr erste Liga 1971
Der Verein Real Cartagena entstand im Jahr 1971. Fußballanhänger aus Cartagena nutzten die Gelegenheit, als der Verein Atlético Bucaramanga eine Phase finanzieller Krise durchlief und nicht an der Spielzeit der Categoría Primera A 1971 teilnehmen konnte. Real Cartagena nahm mit einem gemischten Kader aus vorherigen Spielern aus Bucaramanga und sonstigen Spielern an der Meisterschaft teil. Noch vor Saisonstart wurde am 31. Januar 1971 im Estadio Pedro de Heredia, dem heutigen Estadio Jaime Morón León, ein Freundschaftsspiel gegen den Traditionsverein Atlético Junior aus Barranquilla ausgetragen. Dieses erste Spiel der Vereinsgeschichte endete vor vielen Zuschauern 1:1. Allerdings war die Zugehörigkeit zum kolumbianischen Profifußball nicht von Dauer und nach nur einem Jahr nahm Atlético Bucaramanga seinen angestammten Startplatz wieder ein. Der Name Real Cartagena wurde in der Folgezeit von verschiedenen nicht-professionellen Teams genutzt.

### 1992 bis 1999: Neugründung, erster Abstieg und erste Zweitligameisterschaft

Altes Logo bis 2014

Eine Rückkehr in den Profifußball erfolgte 1992, als Geschäftsleute aus Cartagena den Verein neu gründeten, das Startrecht von Sporting Barranquilla übernahmen und Mitglied der DIMAYOR wurden. Direkt in der ersten Spielzeit 1992 stieg der Verein jedoch in die Categoría Primera B ab. Dort spielte Real Cartagena bis zum ersten Wiederaufstieg in die erste Liga 1999.

### 2000 bis 2010: Abstiege, Aufstiege und Vizemeisterschaft
Nach drei Spielzeiten stieg der Verein 2002 zum zweiten Mal aus der ersten Liga ab. Diesmal konnte Real Cartagena bereits nach zwei Spielzeiten den Wiederaufstieg schaffen und feierte 2004 den zweiten Meistertitel in der zweiten Liga. Auf den Aufstieg folgte in der Rückserie 2005 mit der Vizemeisterschaft der größte Erfolg der Vereinsgeschichte. Im Finale musste sich Real Cartagena nur dem Spitzenverein Deportivo Cali geschlagen geben. 
Nach der Saison 2007 stieg der Verein zum dritten Mal in die zweite Liga ab. Diesmal konnte der Verein aber nach nur einem Jahr 2008 den direkten Wiederaufstieg schaffen und wurde mit dem dritten Titel Rekordmeister der kolumbianischen zweiten Liga.

### Seit 2010: Vierter Abstieg und Jahre in der zweiten Liga
Nach dem bislang letzten Abstieg 2012 spielt der Verein derzeit in der zweiten Liga. In der Saison 2013 zog der Verein im Torneo Finalización in die Gruppenphase ein, wurde aber Letzter der Gruppe A und konnte sich somit nicht für das Finale qualifizieren. Im Torneo Apertura 2014 schaffte es der Verein knapp nicht unter die besten acht Mannschaften und qualifizierte sich nicht für das Viertelfinale. In der Rückserie war es noch knapper: Real Cartagena befand sich vor dem letzten Spieltag unter den besten acht Mannschaften, verlor aber das entscheidende Spiel gegen Atlético Bucaramanga und landete am Ende auf dem neunten Platz. Auch in der besonderen Aufstiegsrunde für Traditionsvereine der zweiten Liga im Januar 2015 verpasste der Verein den Aufstieg.
In der Saison 2015 konnte sich Real Cartagena für die Finalrunde qualifizieren, musste sich in seiner Gruppe jedoch Atlético Bucaramanga und América de Cali geschlagen geben.
Im Laufe der Saison 2016 trainierten drei verschiedene Trainer den Verein. Zunächst war bis März 2016 der im Juni 2015 eingestellte Hubert Bodhert im Amt. Dieser wurde überraschend entlassen, was zu Protesten der Fans führte. Die Entlassung erfolgte mit dem Ziel, Giovanni Hernández einzustellen, der zwar erst wenig Erfahrung als Trainer vorzuweisen hatte, aber in Kolumbien noch als ehemaliger Nationalspieler in Erinnerung ist. Hernández zog es aber bereits im Juli weiter, als er einen Vertrag beim Erstligisten Junior aus Barranquilla unterschrieb. Für ihn wurde José Rodríguez verpflichtet, der bereits mit Uniautónoma FC und Atlético Bucaramanga den Aufstieg in die erste Liga geschafft hatte. Er führte Cartagena als Dritten der Ligaphase in die Finalrunde. Dort blieb der Verein jedoch abgeschlagen hinter América und Deportes Quindío.
Nach einem schwachen Saisonstart wurde Rodríguez bereits im März 2017 durch José Santa ersetzt. Die Apertura 2017 schloss Real Cartagena auf dem vorletzten Platz ab. Die Rückserie verlief erfolgreicher. Real Cartagena konnte als Siebter der Ligaphase die Finalrunde erreichen. Nachdem im Viertelfinale Deportivo Pereira besiegt werden konnte, schied der Verein im Halbfinale gegen Llaneros FC aus.
José Santa wechselte im Januar 2018 zum Ligakonkurrenten Deportivo Pereira. Als Nachfolger für die Spielzeit 2018 verpflichtete Real Cartagena Marco Indaburo. Im Mai wurde Indaburo aber schon durch Richard Parra ersetzt, der den Verein auf den vierten Platz und in die Finalrunde führte. Dort wurde Cartagena jedoch Gruppenletzter und verpasste den Einzug in das Finale. 
In der Apertura 2019 erreichte Cartagena in der Ligaphase den ersten Platz. Überraschend wurde im Anschluss der Trainer Parra durch José Santa ersetzt. In der Gruppenphase verpasste der Verein als Zweiter der Gruppe A knapp den Einzug in das Finale.

## Stadion

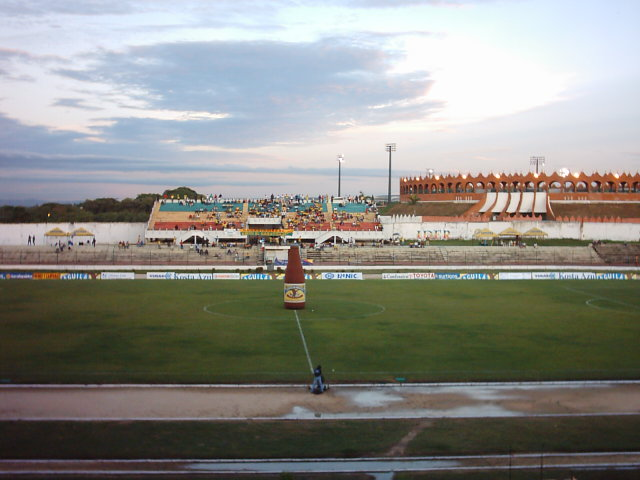
Estadio Jaime Morón León

Real Cartagena absolviert seine Heimspiele im Estadio Jaime Morón León.
Das Stadion wurde 1958 als Estadio Pedro de Heredia eingeweiht und hat eine Kapazität von etwa 16.068 Plätzen. Die Umbenennung in Estadio Jaime Morón León erfolgte 2007.

## Sportlicher Verlauf

### Erfolge
- Primera B Meister: 1999, 2004, 2008
- Categoría Primera A: Vizemeister 2005-II

### Saisondaten seit 2010
| Spielzeit                                         | Liga                                 | Ligaebene | Platz       | Finalrunde  |
| ------------------------------------------------- | ------------------------------------ | --------- | ----------- | ----------- |
| 2010-I                                            | Liga Postobón                        | I         | 9.          | -           |
| 2010-II                                           | Liga Postobón                        | I         | 15.         | -           |
| 2011-I                                            | Liga Postobón                        | I         | 13.         | -           |
| 2011-II                                           | Liga Postobón                        | I         | 16.         | -           |
| 2012-I                                            | Liga Postobón                        | I         | 14.         | -           |
| 2012-II                                           | Liga Postobón                        | I         | 17.         | -           |
| 2013-I                                            | Torneo Postobón                      | II        | 12.         | -           |
| 2013-II                                           | Torneo Postobón                      | II        | 3.          | 4. Gruppe A |
| 2014-I                                            | Torneo Postobón                      | II        | 10.         | -           |
| 2014-II                                           | Torneo Postobón                      | II        | 9.          | -           |
| 2015                                              | Aufstiegsrunde für Traditionsvereine | II        | 4. Gruppe A | -           |
| 2015                                              | Torneo Águila                        | II        | 5.          | 3. Gruppe A |
| 2016                                              | Torneo Águila                        | II        | 3.          | 3. Gruppe B |
| 2017-I                                            | Torneo Águila                        | II        | 15.         | -           |
| 2017-II                                           | Torneo Águila                        | II        | 7.          | Halbfinale  |
| 2018                                              | Torneo Águila                        | II        | 4.          | 4. Gruppe A |
| 2019-I                                            | Torneo Águila                        | II        | 1.          | 2. Gruppe A |
| rot unterlegt: Abstieg in die Categoría Primera B |                                      |           |             |             |

## Persönlichkeiten

### Trainerhistorie
| - José Santa (2019) - Richard Parra (2018–2019) - Marco Indaburo (2018) - José Santa (2017) - José Rodríguez (2016–2017) - Giovanni Hernández (2016) - Hubert Bodhert (2015–2016) - José Dominguez (2014) - José Santa (2013) - Germán González García (2012) - Mario Vanemerak (2011–2012) | - Hubert Bodhert (2008–2011) - Hernán Darío Herrera (2007) - Walter Aristizábal (2006) - Julio Comesaña (2006) - Álvaro de Jesús Gómez (2006) - Néstor Otero (2006) - Hernán Darío Herrera (2004–2005) - Carlos Estrada (2004) - Héctor Estrada (2003–2004) - Orlando Restrepo (2003) - Alberto Rujana (2001–2002) | - Hernán Darío Herrera (1999–2000) - José Iber Grueso - Héctor Javier Céspedes (1996) - Eduardo Retat (1996) - Álvaro Angulo Carrasquilla - Daniel Silguero - Carlos „Papi“ Peña - Antonio Rada (1992) - Juan Eduardo de Brigard (1992) - José Omar Verdún (1971) |

### Ehemalige Spieler
| - Gabriel Álvez - Adrián Berbia - Wilmer Cabrera Jr. - Gabriel Héctor Fernández - Amílcar Henríquez - René Higuita - Wilder Medina - Duvier Riascos - Carlos Valdés - Róbinson Zapata |